# Гвардійське (Хмельницький район)
Гварді́йське (до 1946 року — Фельштин; пол. Felsztyn; Fulsztyn) — село в Україні, центр Гвардійської сільської територіальної громади Хмельницького району Хмельницької області. Засноване Миколаєм Гербуртом як містечко Фельштин (Фельдштин) у 1584 році.

## Географія
Село розташоване на південному заході Хмельницького району. На південно-східній околиці села бере початок річка Броварня.
Сусідні населені пункти:

## Походження назви
Засновник містечка — галицький підкоморій Миколай Гербурт — мав чеське походження та прибув на Поділля з польсько-німецької Сілезії. Родове гніздо Гербуртів у Моравії мало назву «Фельштин» (тепер це громада Богушов), і ностальгія за рідними землями підказала йому таку назву для нового населеного пункту.
Краєзнавець Ігор Лазарик в книзі «Добромильський край» посилається на польського хроніста, який описував хронологічно перший Фельштин:
|  | По сьогоднішній день на шльонську Австрійськім над рікою Ossa існує місцевість Fuelistain, колись називана Fulistein, Fulstyn, де в році 1251 оселився Herbord, спочатку як ленник біскупський, а пізніше, тобто в році 1253, як окремий господар». |

Гвардійське отримало свою теперішню назву в другій половині 40-х років XX століття на честь Першої гвардійської загальновійськової та Третьої гвардійської танкової армій. Після розпаду СРСР сільська громада зверталася до влади з проханням повернути селу історичну назву, однак безрезультатно.
Крім Фельштина на Поділлі, Гербурти заснували іще одне поселення з ідентичною назвою в Україні, але і його перейменували за радянських часів. Тепер це село Скелівка Старосамбірського району на Львівщині.
У 1946 році Фельштин було перейменовано на Гвардійське. В 2016 р. селу повернули його історичну назву.

## Історія

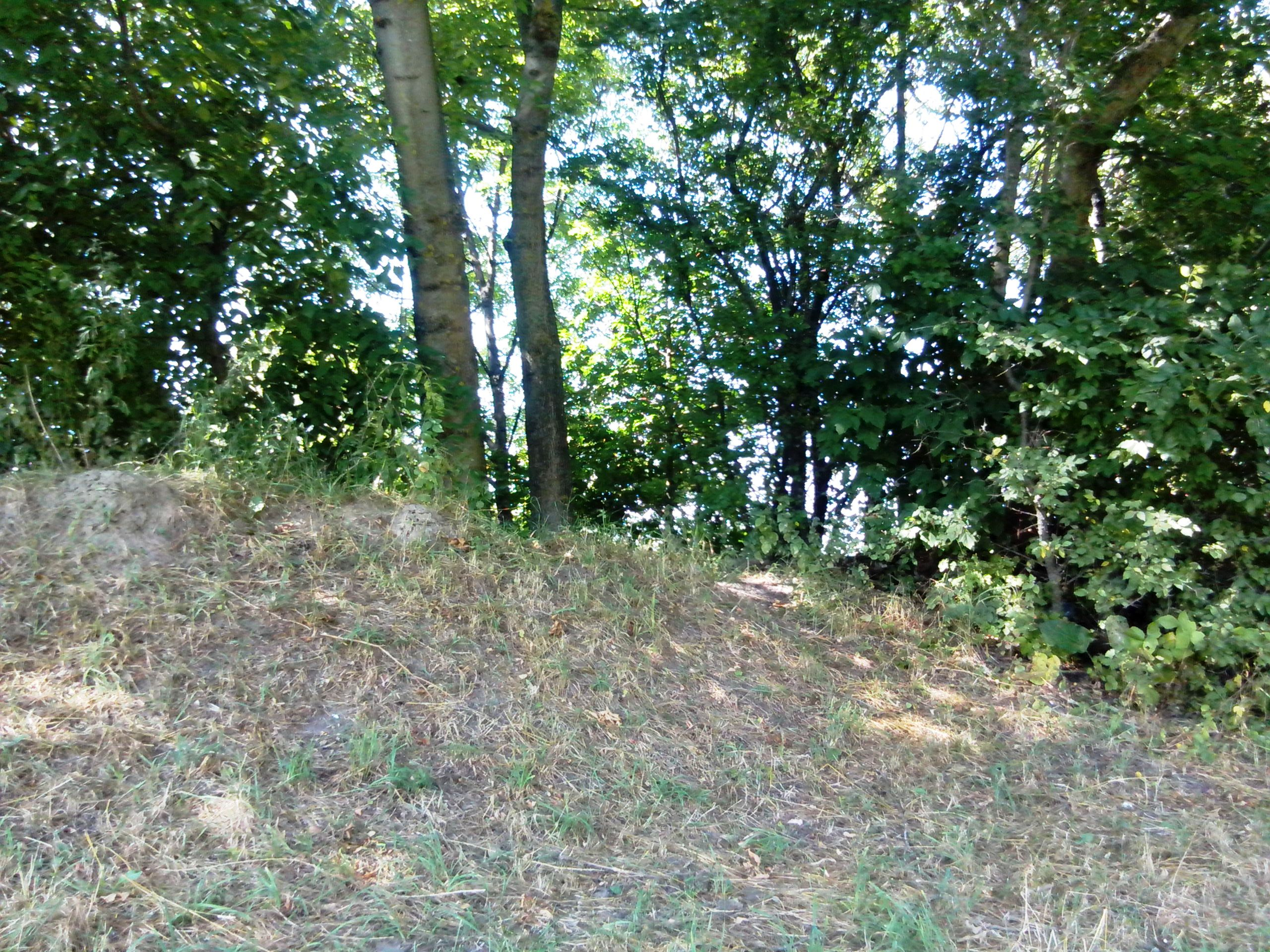
Залишки замкових валів

Місто закладене на місці колишнього поселення Доброщани, яке перед тим було знищене татарами. Дозвіл на будівництво поселення та дерев'яного замку, як і Магдебурзьке право, були надані Стефаном Баторієм в Любліні 24 серпня 1584 року. Замок був приблизно такий, як на той час в Сатанові, Городку, Гусятині, Ярмолинцях, Зінькові, Чорному Острові. На свято трьох Королів (Йордань) та на Святу Трійцю у містечку відбувались ярмарки, більше того — Стефан Баторій звільнив поселенців від податків та повинностей.
Залишки замкових валів досі можна побачити — вони оточують шкільний спортивний майданчик.
Фельштин кілька разів був зруйнований татарами, а в 1615 році тут розмістився табір хана, і звідси в різних напрямах татари атакували довколишні села. Після Гербуртів частини їх спадщини (Купин, Кремінна, Лісоводи) перейшла до Стадницьких, а Фельштин з околичними селами дістався дружині Яна Гербурта.
У 1680 році село дісталося османській Туреччині, на його полях проходив кордон.
17 лютого 1729 року Фельштин разом із 12 околичними селами Стшеменським був проданий Бернардові Граб'янці. Родина Граб'янок опікувалася Фельштином. В містечку великого значення набули об'єднання, котрі називалися ремісничими цехами.
У 1900 році в селі не було ніяких промислових підприємств, і багато чоловіків та жінок наймалися на сезонні роботи на цукрові заводи Деражні.
Містечко Фельштин стало центром Фельштинського району, який існував до 3 лютого 1931 року. Згідно з постановою ВУЦВК від 3 лютого 1931 року було проведемо укрупнення районів на території нинішньої Хмельницької області і Фельштинський район увійшов до складу Городоцького. Постановою ВУЦВК СРСР від 22 вересня 1937 року утворено Кам'янець-Подільську область, у складі якої у жовтні 1939 року відновився Фельштинський район.
У Фельштині проживала значна частка євреїв. У ХІХ столітті тут проживало 2994 особи, з них євреїв — 1220. Євреї у містечку переважно були перекупниками худоби, торгівцями в крамницях, шили одяг та обробляли шкіри. У Фельштині навіть були дві сільські Ради: українська та єврейська. Майже всі вони були знищені у 1942 році в Гелетинському лісі.

## Населення
Згідно з переписом УРСР 1989 року чисельність наявного населення села становила 2472 особи, з яких 1160 чоловіків та 1312 жінок.
За переписом населення України 2001 року в селі мешкало 2360 осіб.

### Мова
Розподіл населення за рідною мовою за даними перепису 2001 року:
| Мова       | Відсоток |
| ---------- | -------- |
| українська | 98,78 %  |
| російська  | 0,76 %   |
| польська   | 0,34 %   |
| білоруська | 0,04 %   |
| молдовська | 0,04 %   |

## Визначні пам'ятки

### Костел святого Войцеха

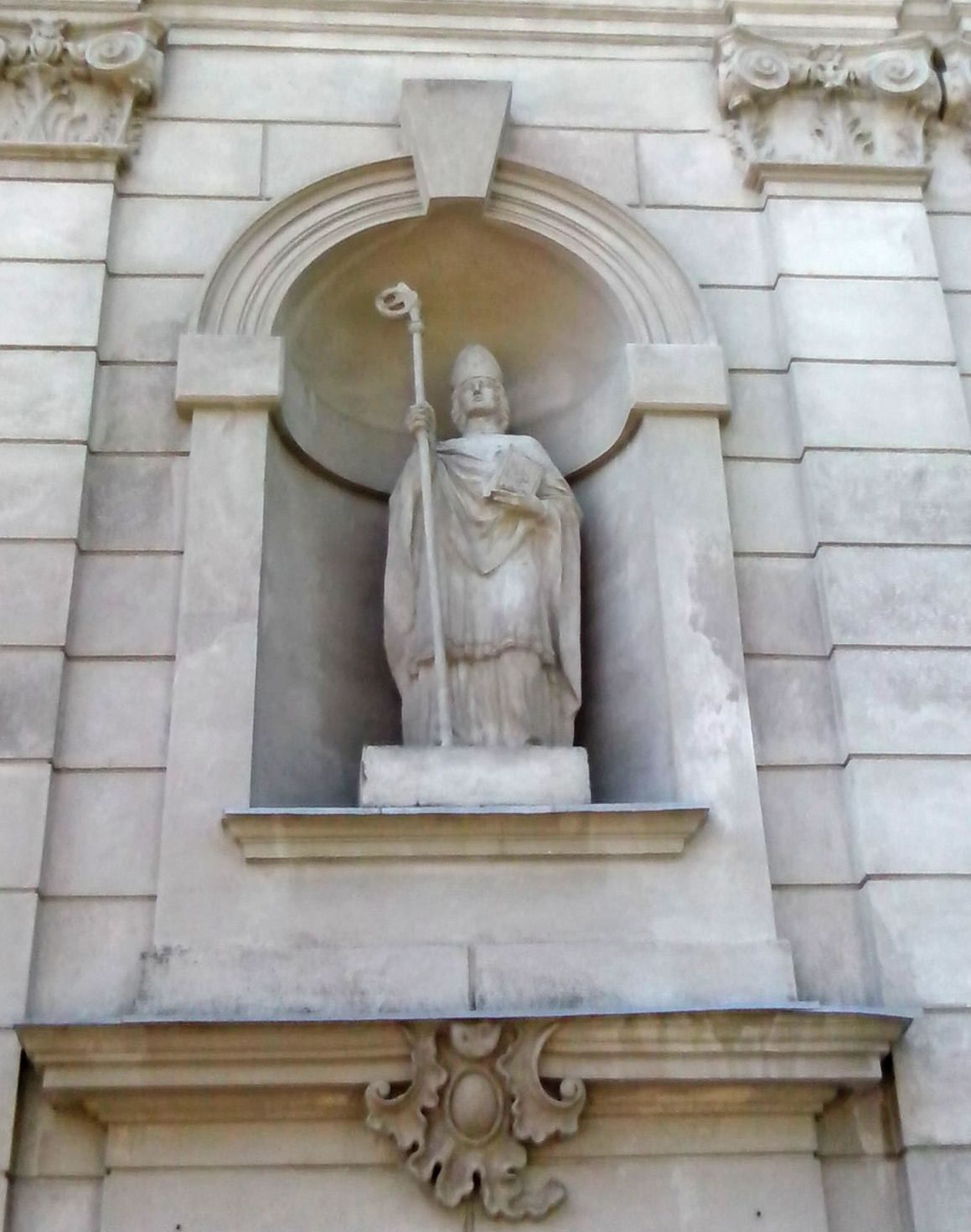
Статуя на фасаді костелу

Близько 1594 року коштом дідича Миколая Гербурта збудували дерев'яний костел святого Войцеха. Відбудова костелу після часів турецької влади на Поділлі відбулася у 1722 році.
Кам'яний костел розпочала будувати у 1753 році Маріанна Граб'янчина із роду Калиновських (дружини Юзефа Каєтана). Того ж року на кошти Маріанни Граб'янчиної було засновано школу та лікарню. 26 липня 1791 року на пам'ять про Конституцію 3 травня костел освятив кам'янецький єпископ-ординарій Адам Красінський. Кошти для закінчення будівництва надали Онуфрій Морський та Тереса Ґраб'янчина. Храму було надано титул Божого Провидіння
На початку XX століття у фельштинській парафії було 30 сіл, у яких проживало 8500 католиків. У зв'язку з розширенням парафії отець Антоній Трощинський у 1905 році провів розбудову костелу. Важкими для парафії були роки радянської влади, коли проти священиків та вірян відбувалися жорстокі репресії. У 1933 році костел віддали під склад Райковецькому спиртзаводу, через три роки в храмі відкрили кінотеатр і районний будинок культури. Під час Другої світової війни за часів німецької окупації служби у костелі відновилися — віруючим повернули частину храму для богослужінь. Вдруге костел зачинено в серпні 1950 року, хоча парафіяни вимагали відкриття храму. У 1979 році парафія почала діяти без реєстрації, богослужіння проводили у домі однієї із парафіянок.
Через міндобрива, які зберігалися в костелі, значної руйнації зазнали стіни храму. Віруючим вдалося зберегти лише ікону Божої Матері та хрест.
В червні 1988 року під керівництвом священика Віктора Ткача розпочато будівництво каплиці. Розбудова тривала до кінця літа, а 15 вересня 1988 року єпископ освятив її. В січні 1990 року парафії повернуто приміщення костелу, у якому розпочато ремонт, а каплицю віддано православній парафії. 25 червня 1994 року єпископ Кам'янець-Подільської дієцезії Ян Ольшанський наново освятив храм. У цьому ж 1994 році відзначили 400-ліття фельштинської парафії.
Сьогодні до парафії належать 23 села, у яких живе понад дві тисячі католиків. Нинішній настоятель храму отець Ярослав Гонсьорек приїхав в Україну у 2000 році з Польщі.

### Фельштинський замок
Фельштинський замок займав природно вигідне місце на вузькому перешийку, перекриваючи доступ до містечка, яке заклали на пологому мису, що оточує заболочена долина р. Смотрич та її лівої притоки. Він був видовженим зі сходу на захід, з приблизними довжинами сторін 120х60 м. З напільного боку замок відділяв рів, сліди якого простежуються у вигляді яру на схилі між територіями школи та приватним сектором забудови. І від містечка - теж.
Після звільнення Поділля від турків небезпека татарських нападів та потреба у замку відпали. Тому в другій половині XVIII ст. на майданчику перед ним побудували кам'яний костел.

### Церква Успіння
Невеличка дерев'яна церква Успіння збудована у 1776 році. У 1871 році була капітально відремонтована, прибудована дзвіниця. Іконостас 3-ярусний. Дотепер не збереглася.

### Дуга Струве

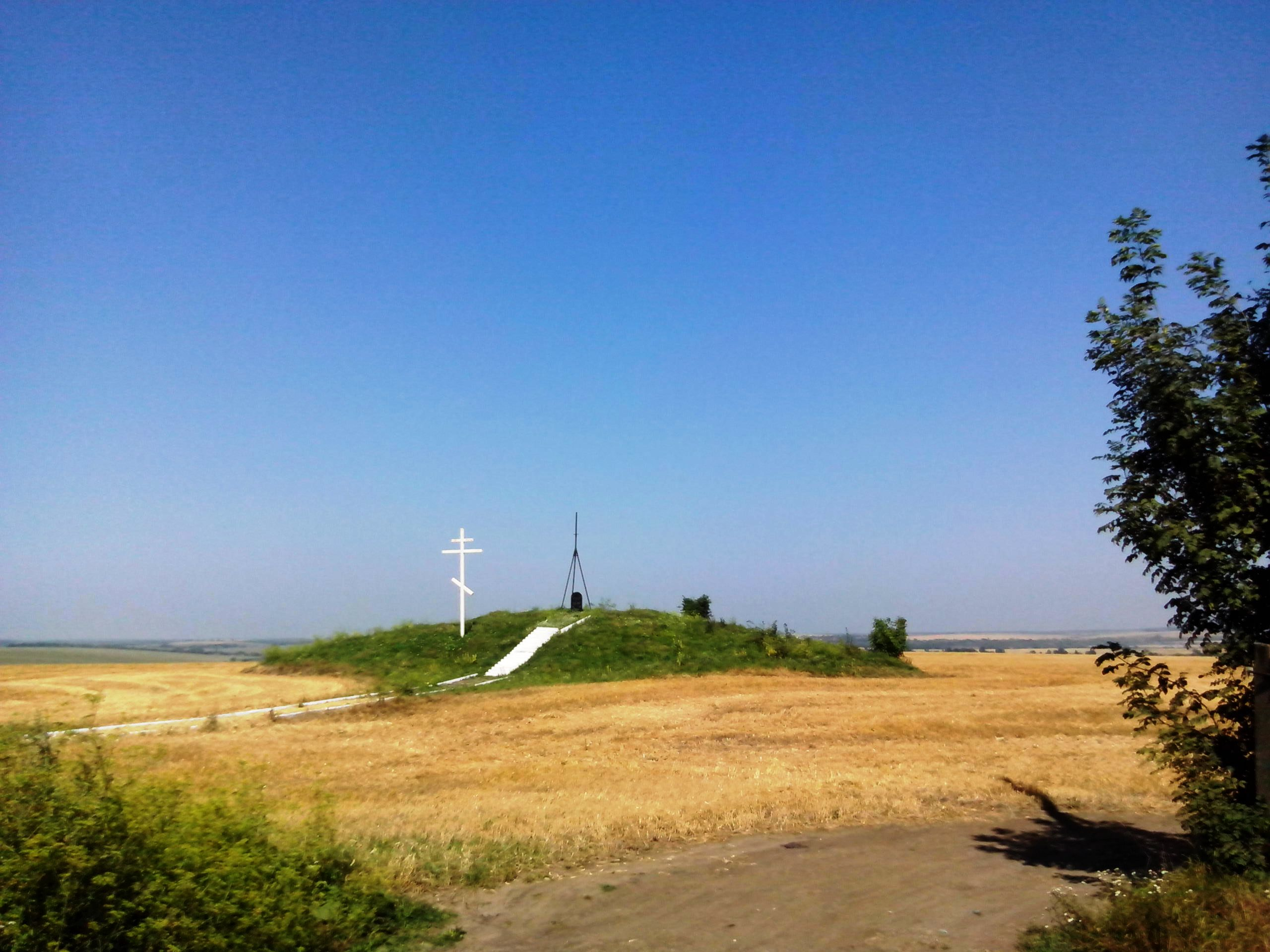
Пункт геодезичної дуги Струве «Фельштин»

За кілометр від Гвардійського в напрямку сіл Хмелівка та Нафтулівка знаходиться пункт геодезичної дуги Струве «Фельштин», у 2005 році включеної до списку Світової спадщини ЮНЕСКО. Дуга Струве
є одним із семи об'єктів Списку, які розташовані на території України.

### Пам'ятний знак на старому єврейському кладовищі
Навесні 2007 року нащадки євреїв Фельштина на згадку про події, які відбувалися під час Другої світової війни, встановили пам'ятний знак на старому єврейському кладовищі. У травні 2010 року представниками фельштинської громади в США, очолюваної Мелом Вербахом, разом з хмельницьким рабином та представниками єврейської громади міста Хмельницького, його було освячено та проведено поминальний молебень.

## Економіка та соціальна сфера Фельштину

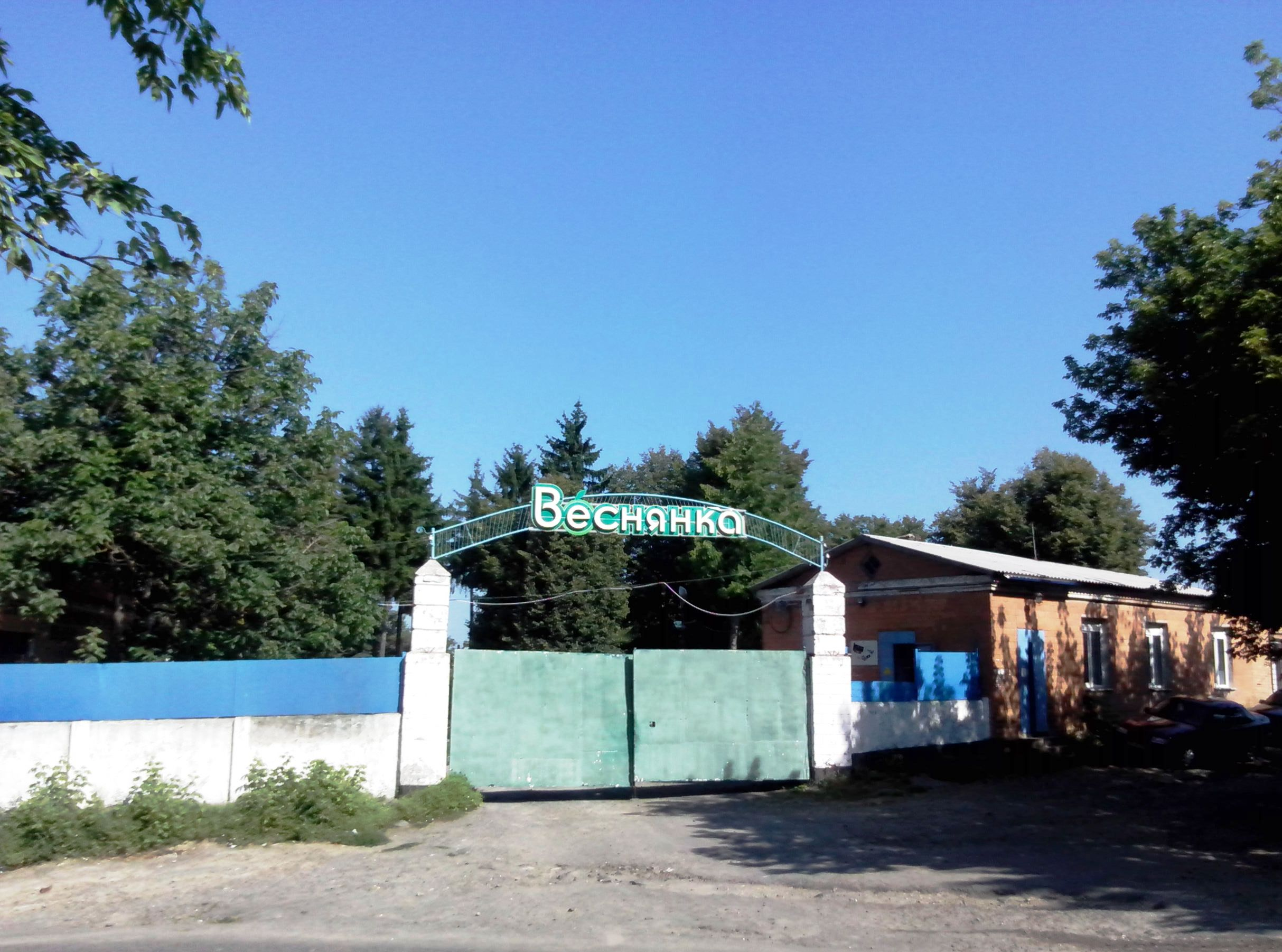
Підприємство з виробництва металопластикових вікон «Веснянка»

У селі працює завод «Маяк», підприємство «Веснянка» та три швейних майстерні, підприємство по виготовленню матеріалів для засобів зв'язку.

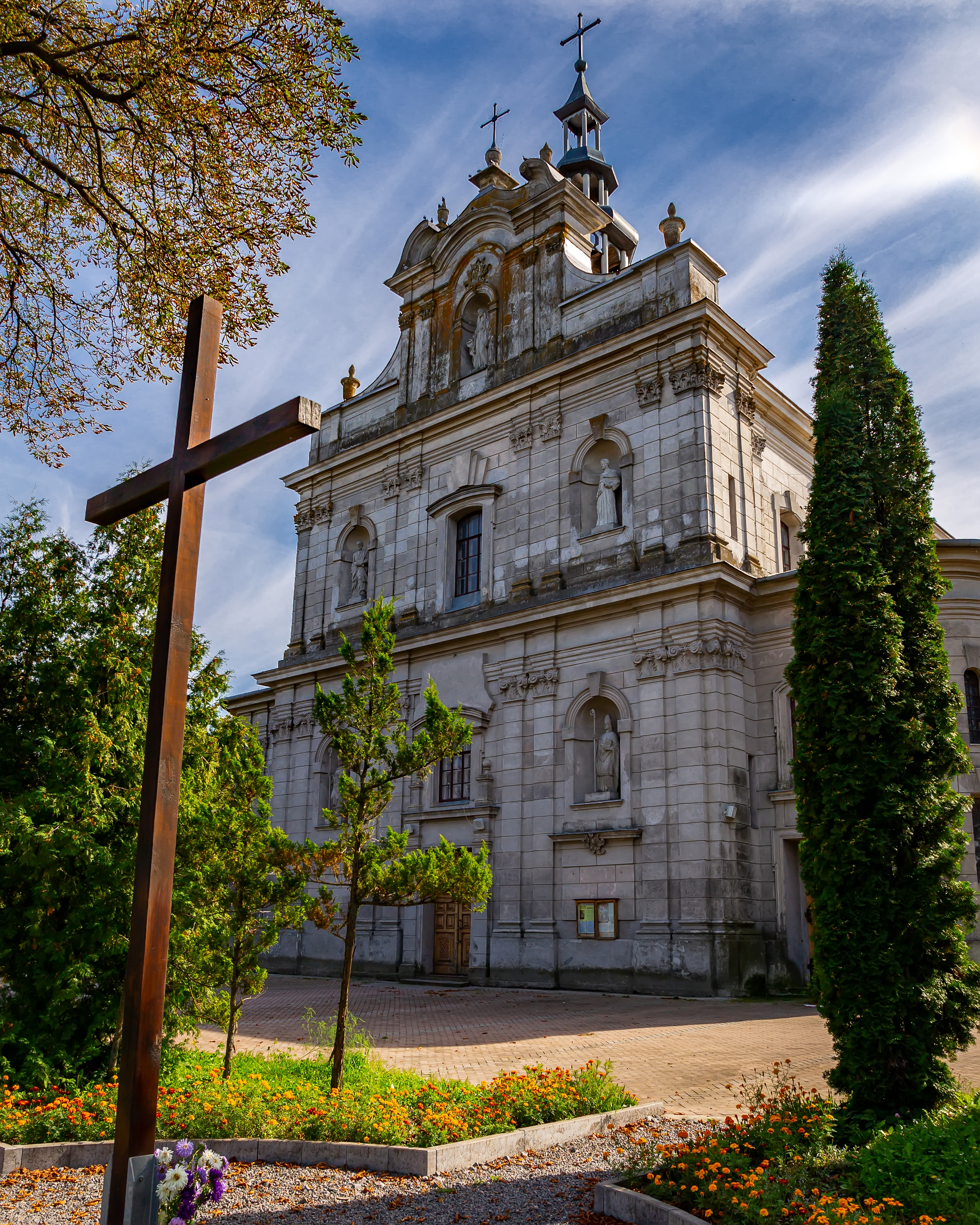
Костел святого Войцеха

В селі діють 5 магазинів, кафе та бар.
Для дошкільнят працює дитячий садок «Теремок».

### Гвардійський НВК
Школярі навчаються в Гвардійському навчально-виховному комплексі у складі загальноосвітньої школи І–ІІІ ступенів та гімназії.
Початок шкільного навчання у Фельштині ведеться із кінця XVI століття, коли було відкрито костел та збудовано фортецю, на подвір'ї якої і перебувала перша школа у містечку.
У 1753 році меценаткою Мар'яною з роду Калиновських було відкрито парафіяльну школу.
Відомо, що у 1822 році фельштинським учителем був Войцех Доманський, який отримував плату у розмірі 45 рублів сріблом. В школі тоді навчалося 15 учнів, навчання тривало 2 роки. Після закінчення школи її випускники могли продовжити навчання у повітових школах.
З 30-х років XIX століття кардинально змінюються католицькі парафіяльні школи, оскільки російська імперська влада бажала, аби функціонували школи виключно православного, а не іншого віросповідання. Після 1837 року всі конфесійні школи в західних губерніях були вилученні з-під нагляду Міністерства публічної освіти і підпорядковані Міністерству внутрішніх справ.
У січні 1867 року Київський, Подільський і Волинський генерал-губернатор князь Іларіон Васильчиков дозволив відкрити школи біля парафіяльних костелів в своїх губерніях.
Після невдалого польського повстання 1863 року католицькі парафіяльні школи були повністю ліквідовані. В 1870–90-х роках на Поділлі знову утворились нелегальні школи, котрі частково відродилися після 1905 року. У другій половині XIX століття з'являються недільні церковноприходські школи, яких у Фельштині було дві.
Після російської революції 1917 року та приходу до влади комуністів умови для навчання були погані. Трьохкласну фельштинську школу називали «попівський будинок», оскільки вона знаходилася у колишньому будинку священика. Навчання в цьому будинку продовжувалося до 1930-х років.
У 1936 році запрацювала восьмирічна школа. Фельштин у той час був районним центром, у школі навчалися діти з навколишніх сіл (Гелетинець, Москалівки, Доброгорщі та інших). Діяла також і єврейська початкова школа, яку в 1940 році приєднали до української.
Під час Другої світової війни в приміщенні школи перебував військовий склад.
1988 року школа перейшла у нове приміщення. У 2000 році її реорганізовано у Гвардійський навчально-виховний комплекс у складі загальноосвітньої школи І–ІІІ ступенів та гімназії.

## Галерея

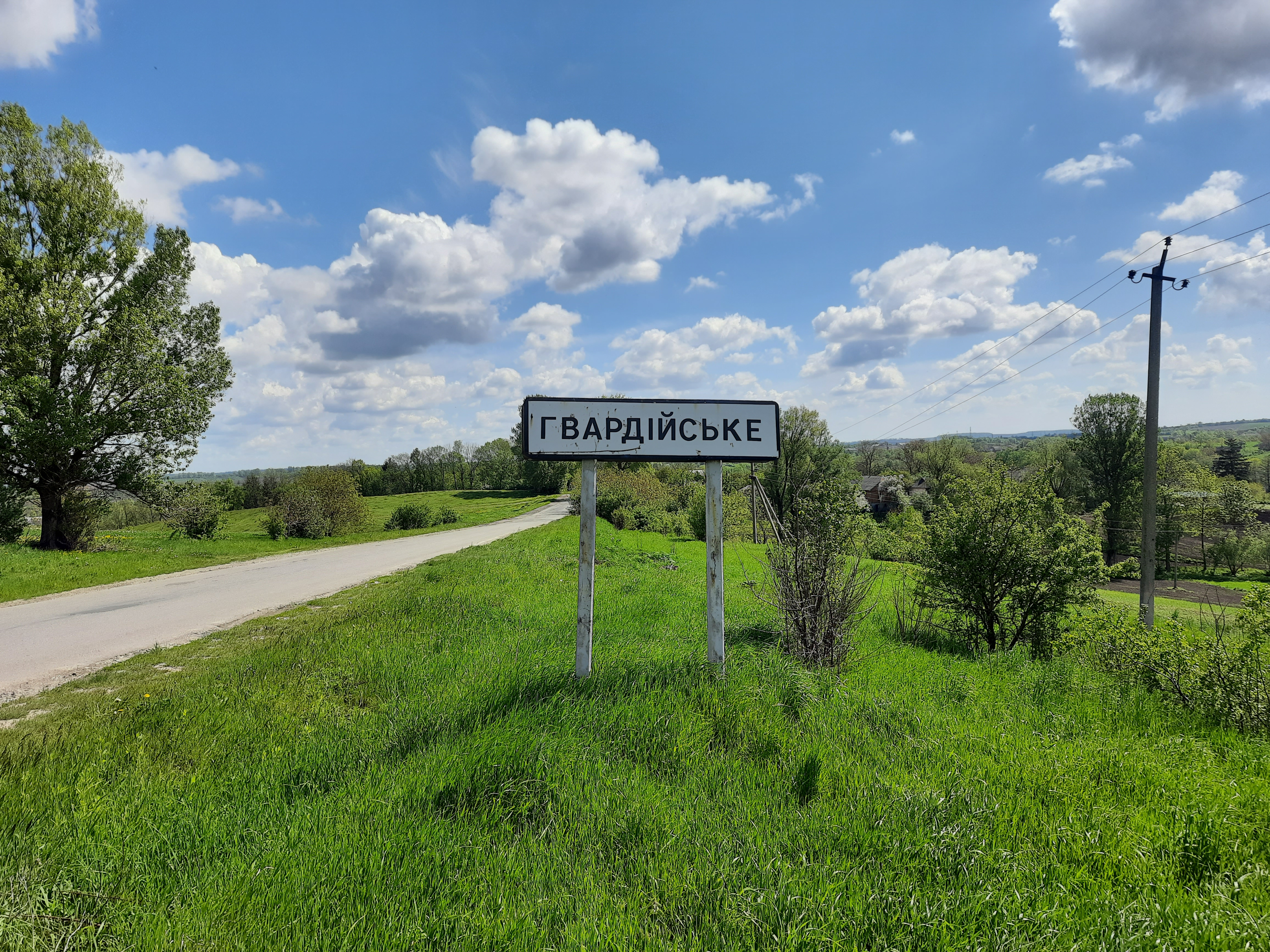
Дорожній знак при в'їзді в село
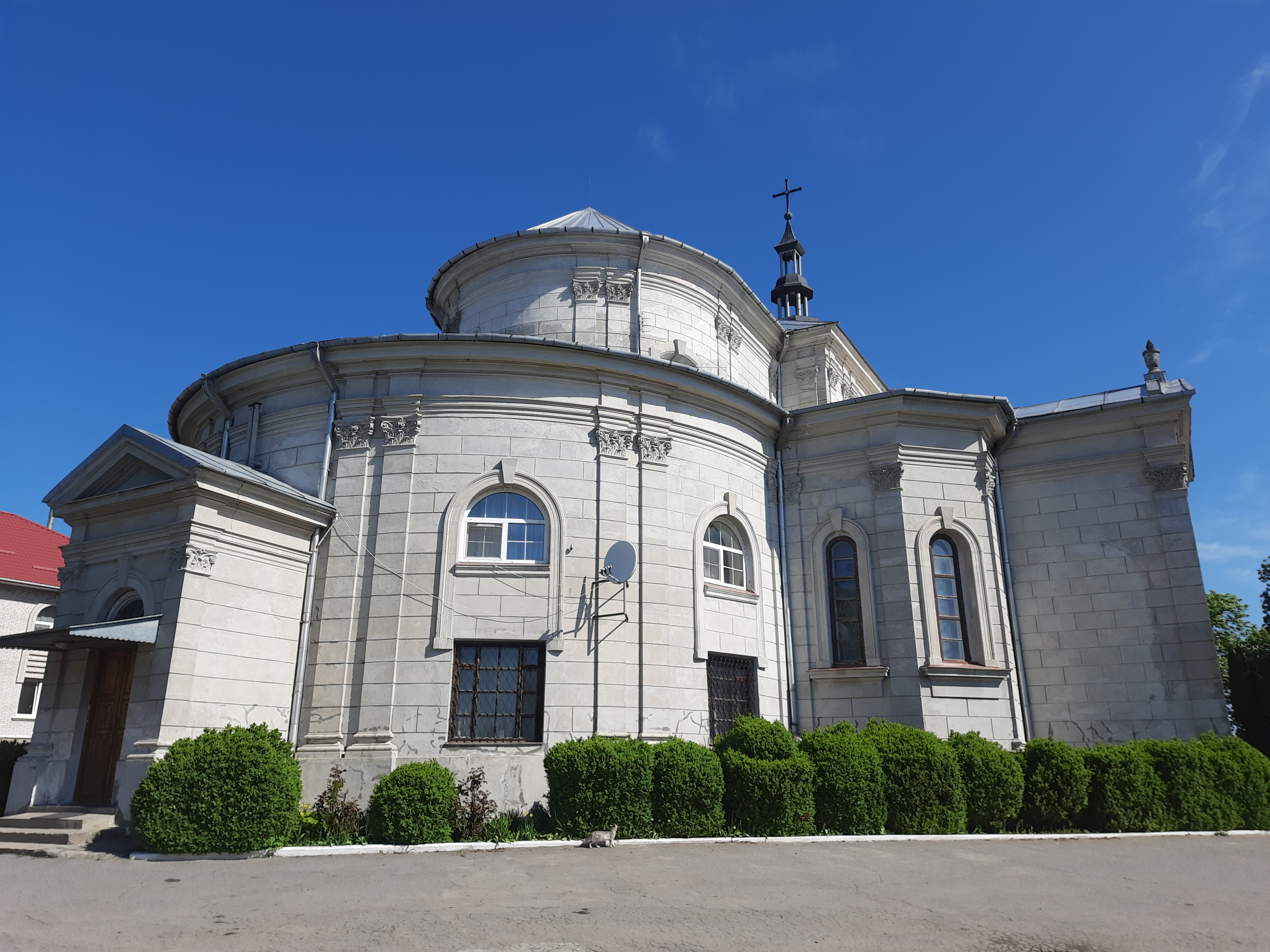
Костел Святого Войцеха
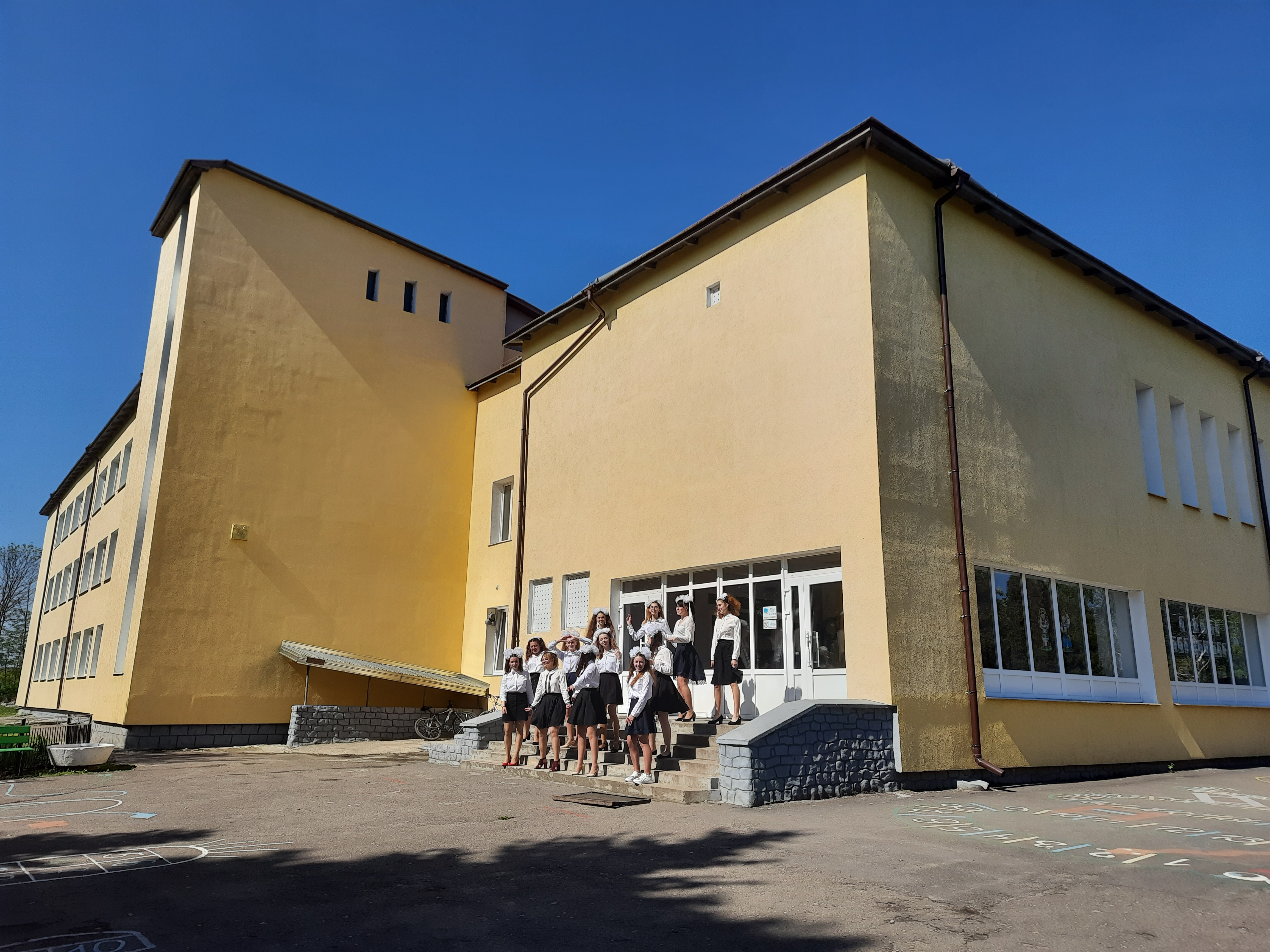
Школа
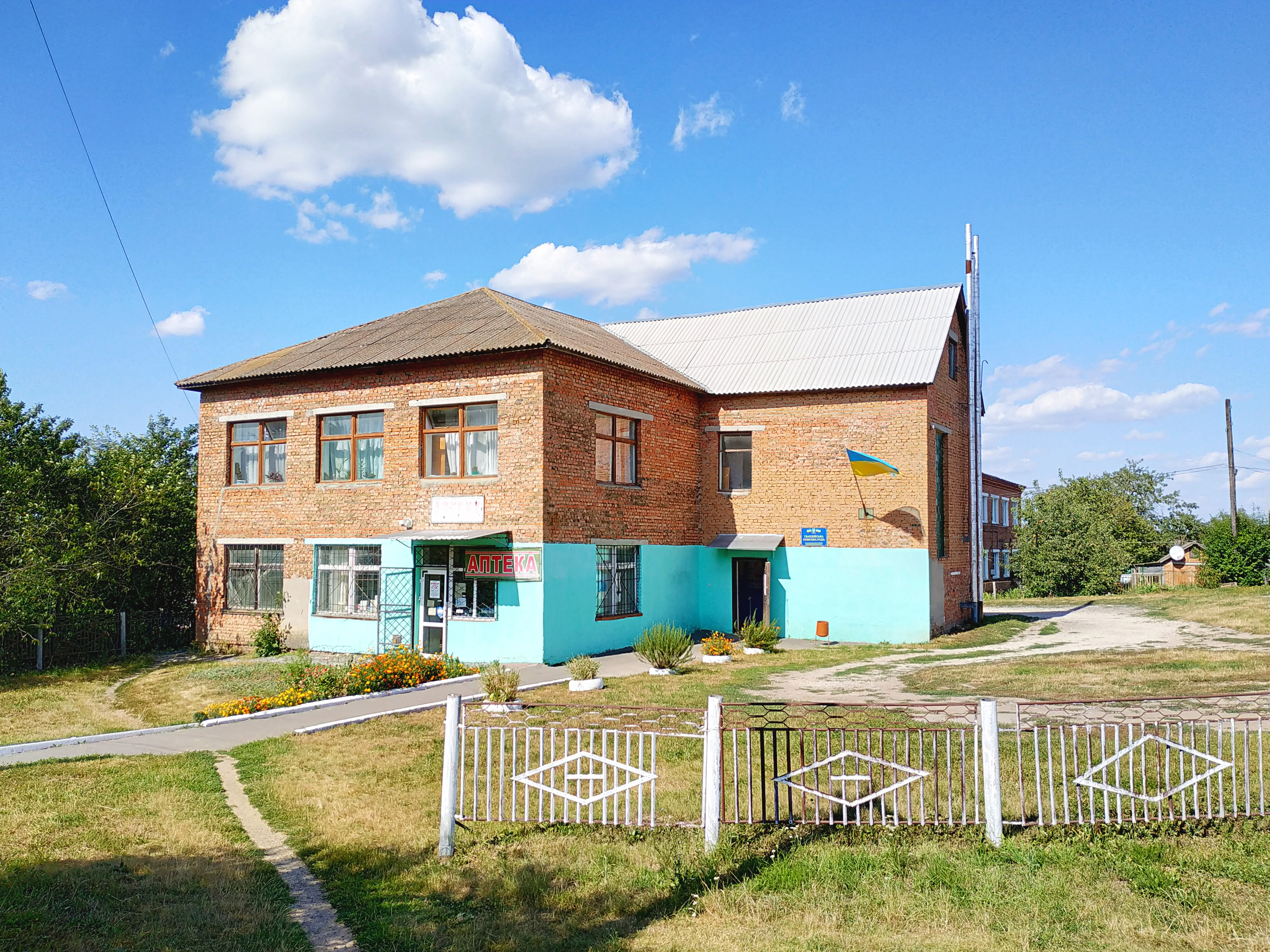
Приміщення сільської ради
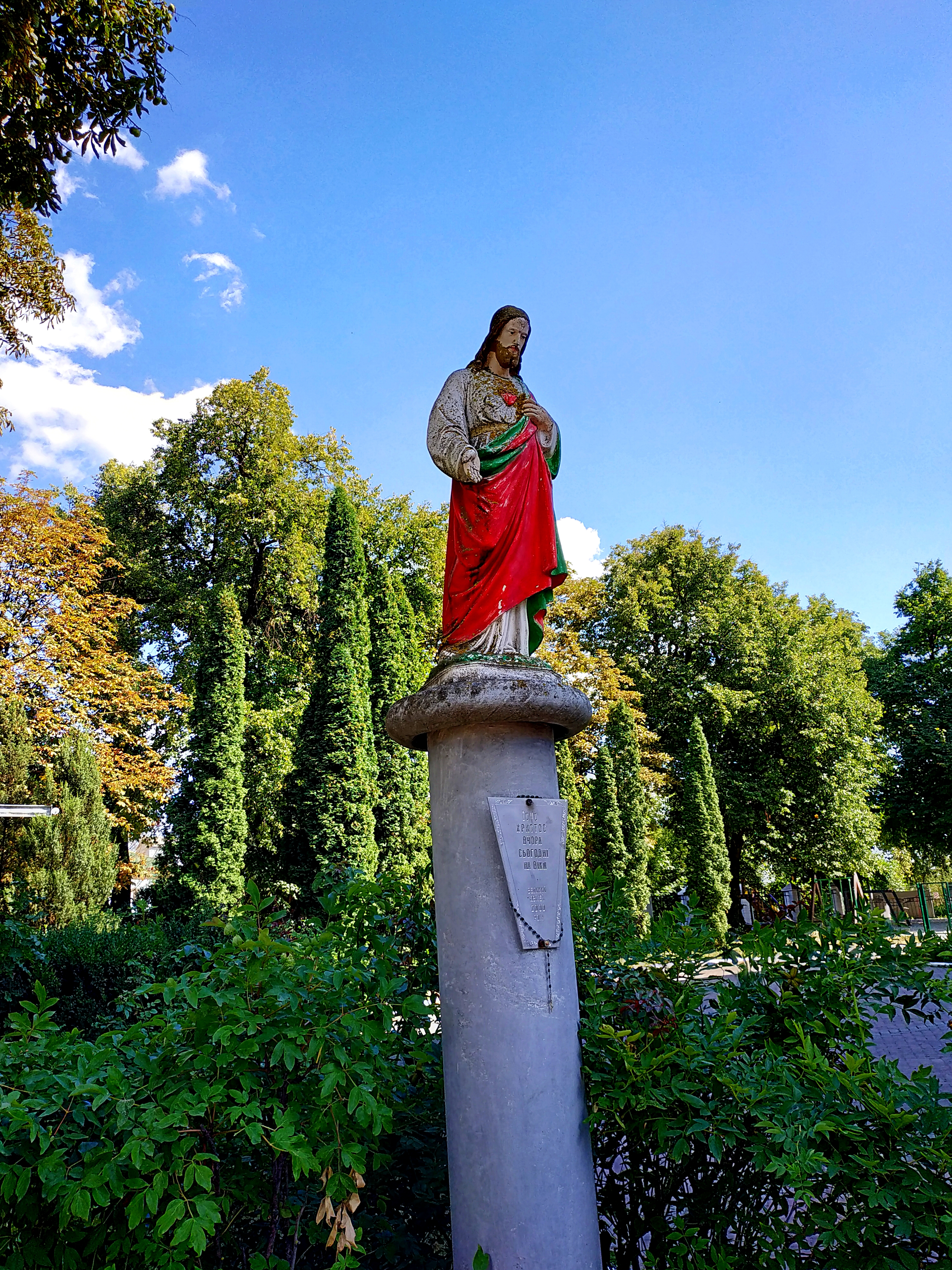
Статуя Ісуса Христа на території костелу
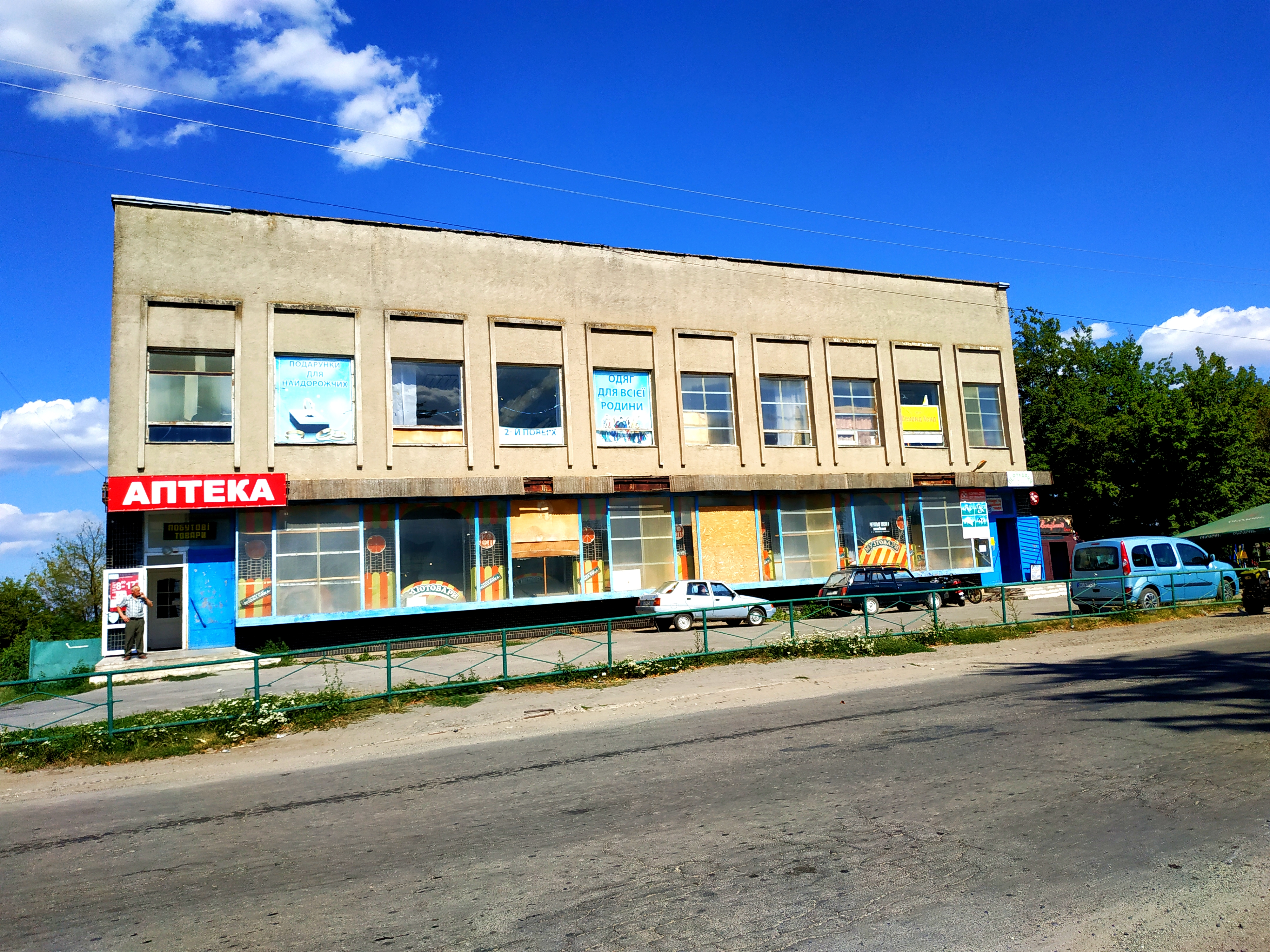
Аптека
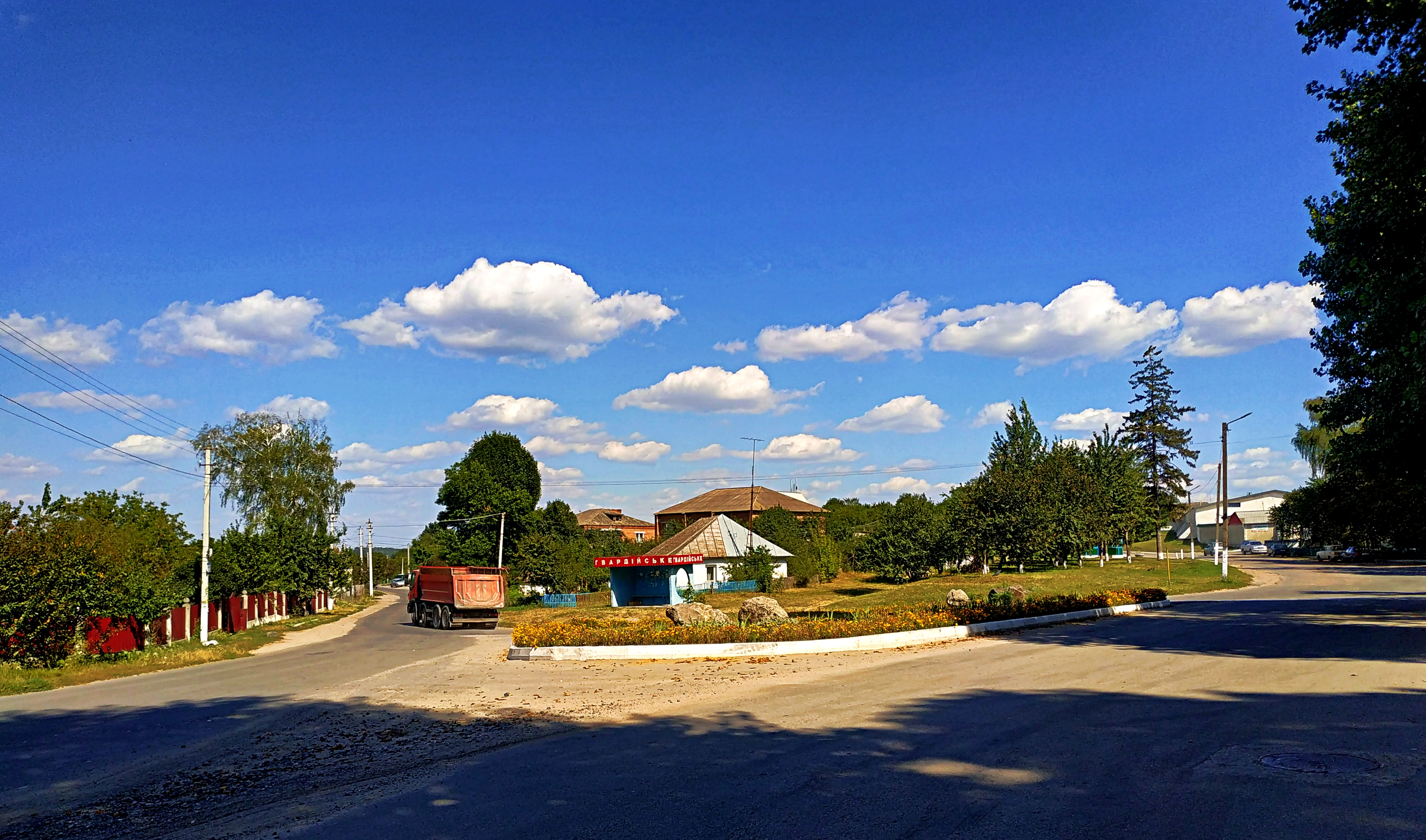
Вулиця Соборна
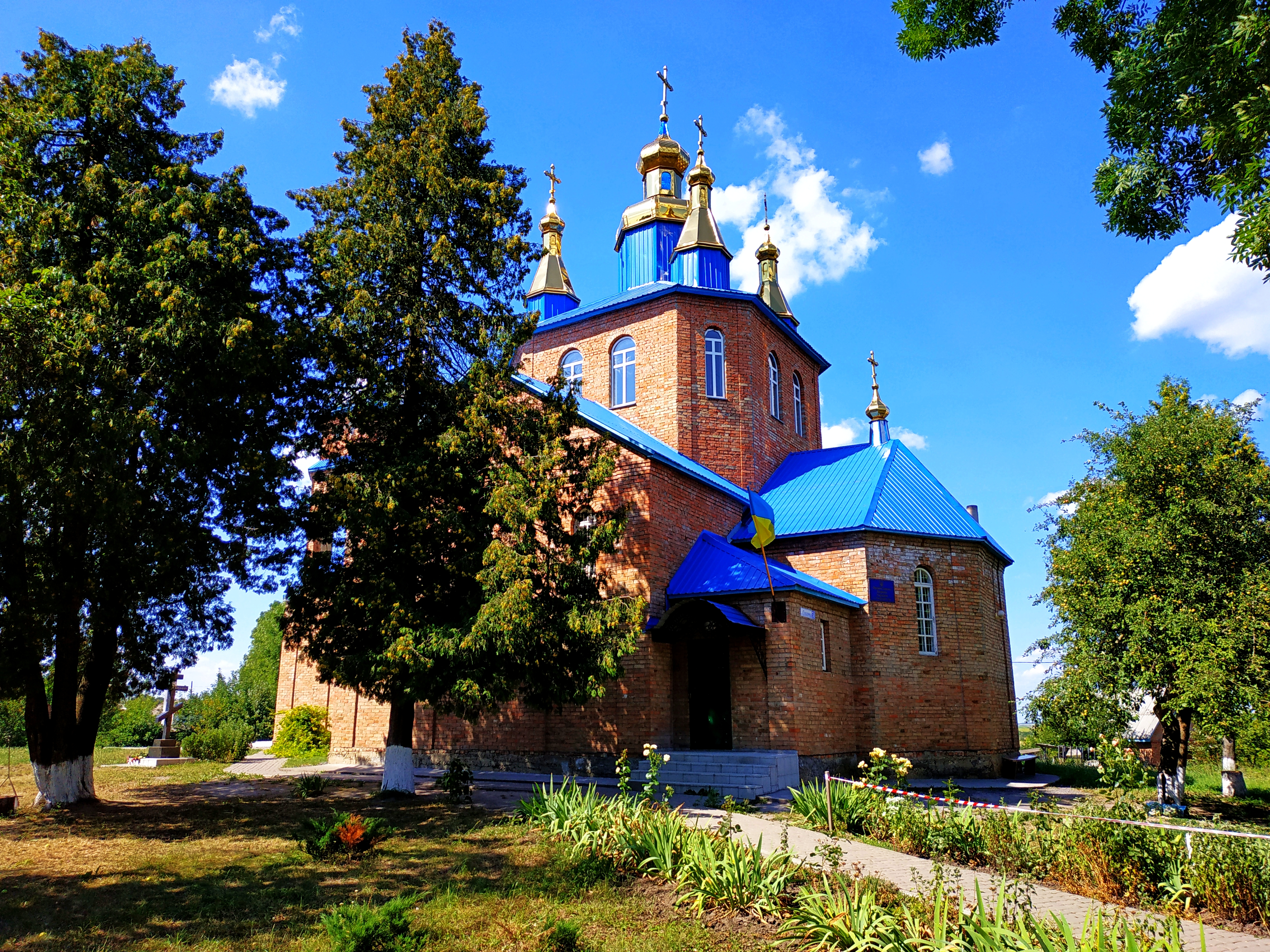
Православна церква
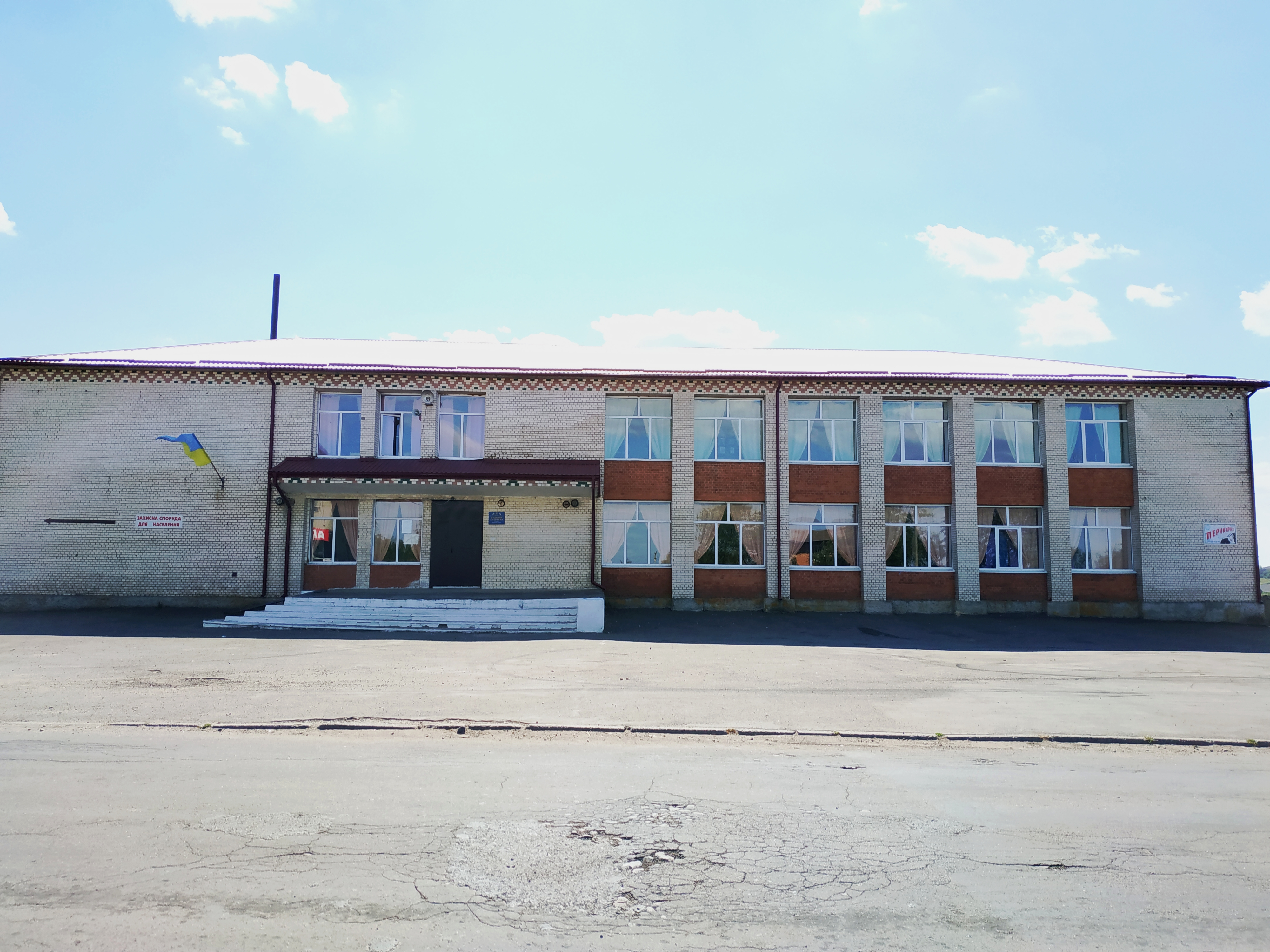
Будинок культури
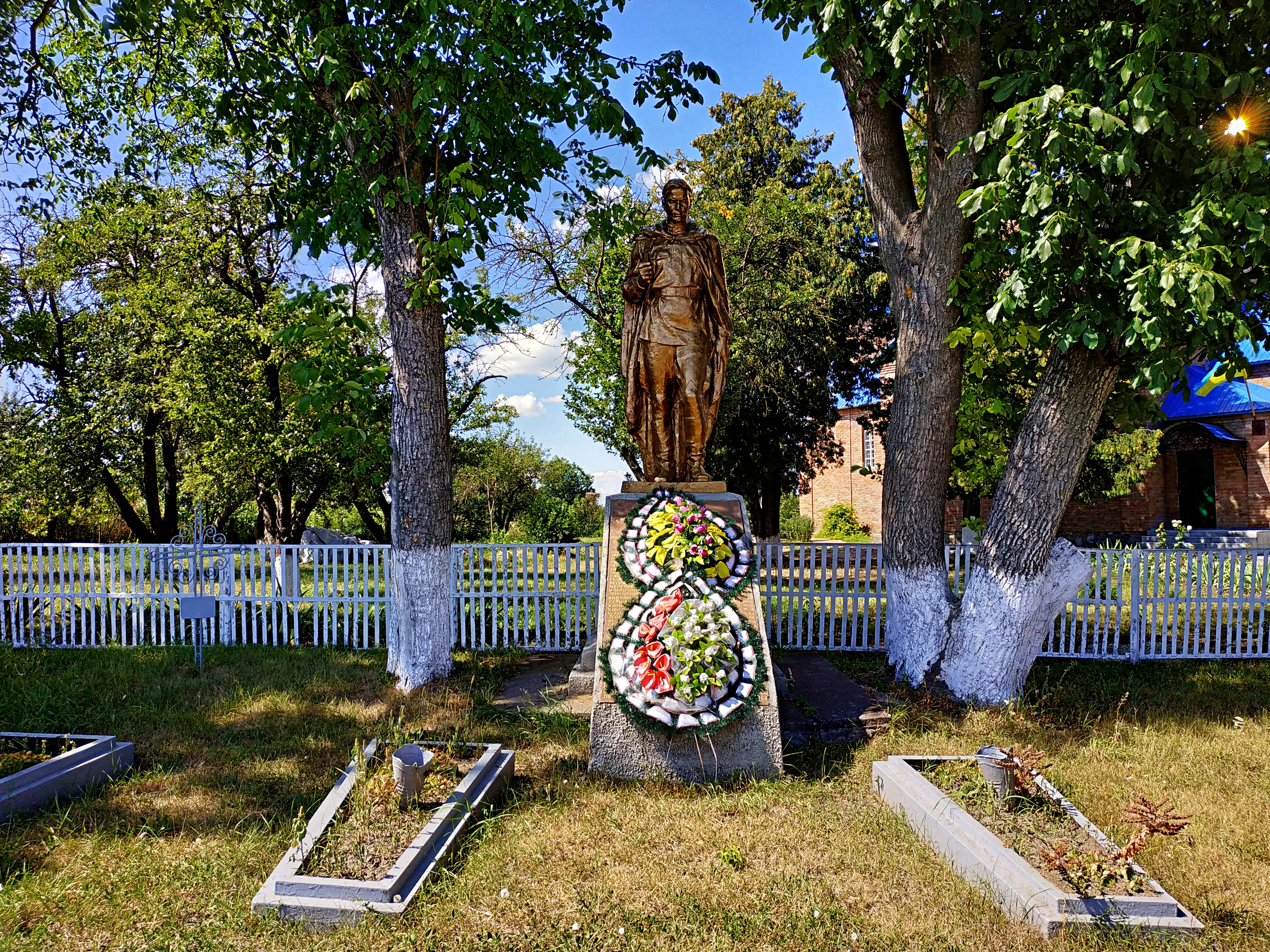
Братська могила радянських воїнів
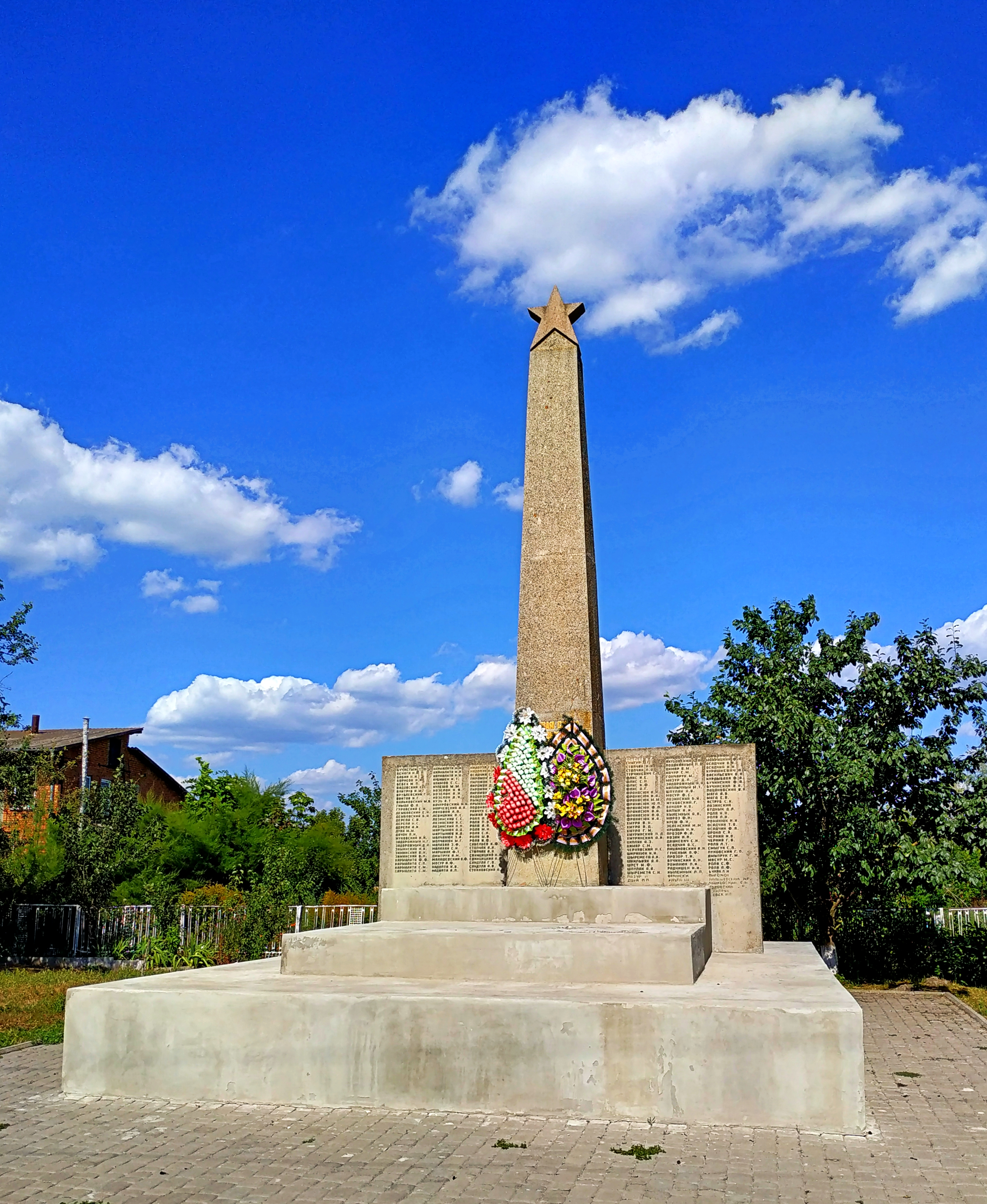
Пам'ятний знак на честь воїнів-односельчан
Автошлях Т2302
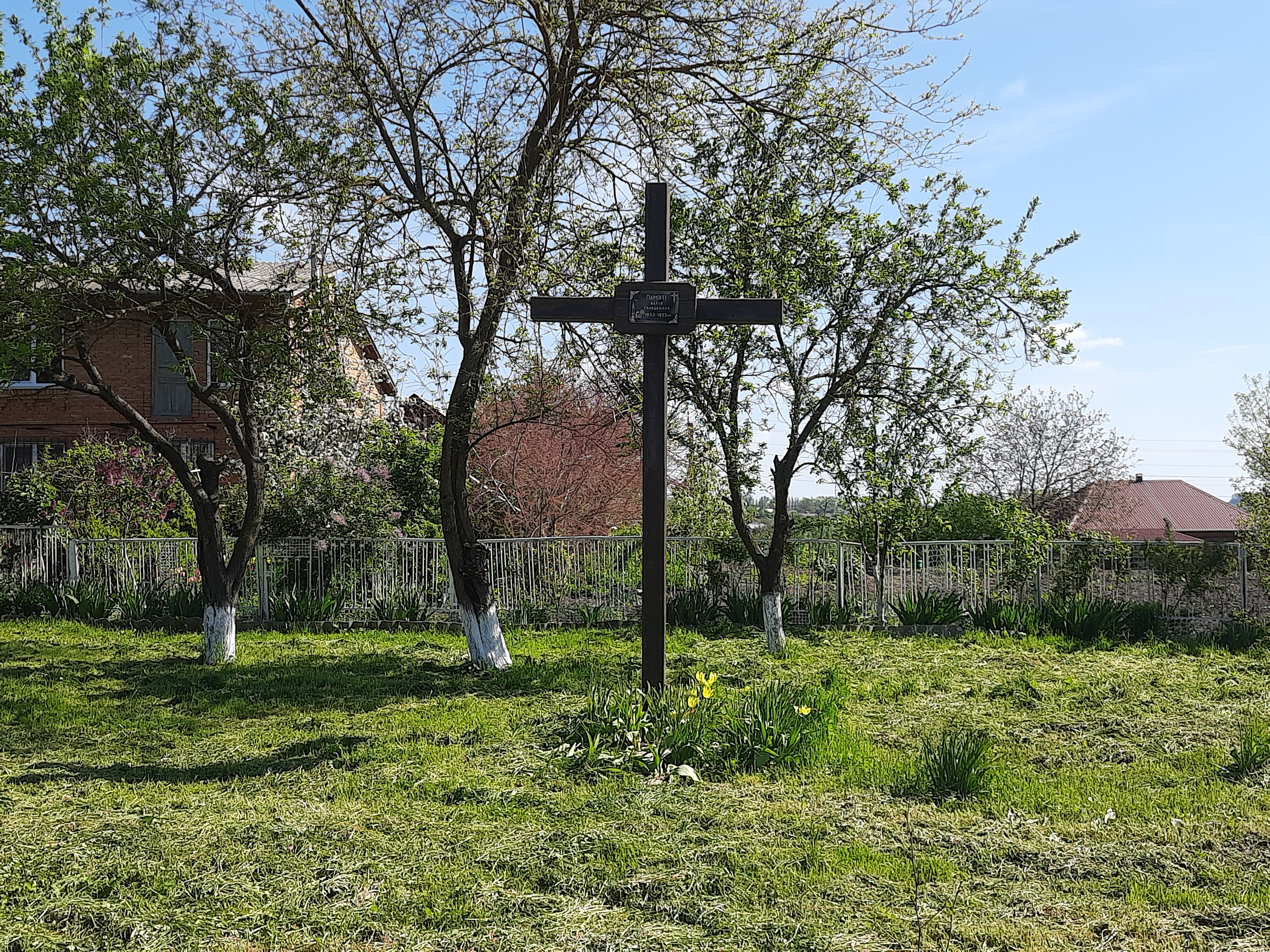
Пам'ятний хрест жертвам голодомору
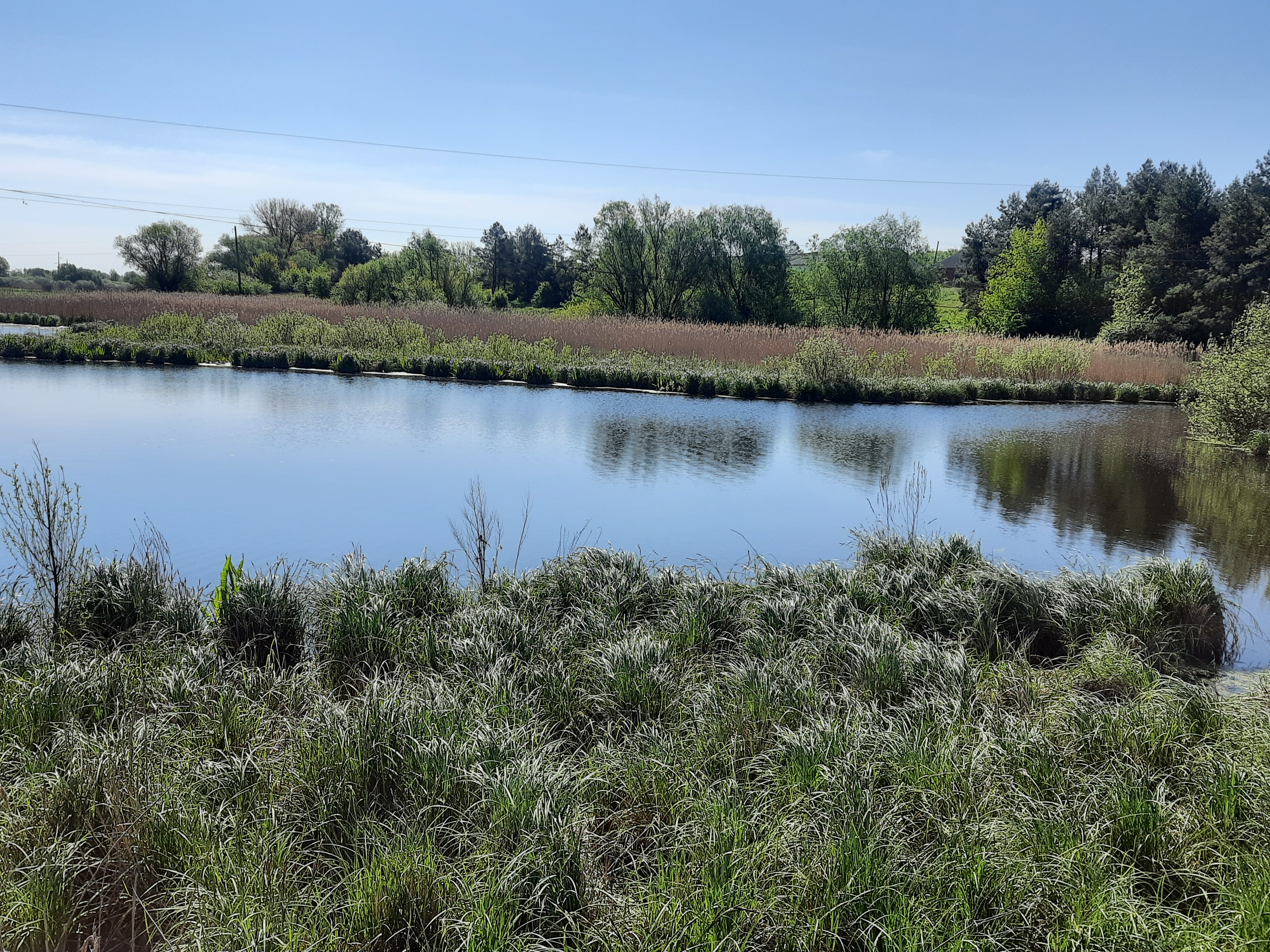
Краєвид біля села

## Відомі люди
- Глуховська Наталія Андріївна — поетеса.
- Губерман Айзик Шмульович (14.04.1906 — 23.10.1966) — відомий єврейський письменник та драматург. У 1929 році закінчив Одеський вищий педагогічний технікум і згодом працював там же викладачем єврейської мови та літератури. З 1930 року почав друкувати в єврейській періодиці власні вірші, поеми, а згодом звернувся до жанру драматургії. Автор п'єс «Щасливі зустрічі», «Гість із того світу», «Варто жити», «Дівчина з Москви»; поем «Поділля — моя Вітчизна» (1934), «Будиночок над річкою» (1939); збірки поезій «Вірші та поеми» (1965). 2 грудня 1950 року заарештований працівниками МДБ Одеської області за націоналістичну діяльність, антирадянську агітацію, шпигунство. Засуджений до 10 років ув'язнення в спецтаборах. Після перегляду справи в квітні 1955 року повністю реабілітований.
- Фліс Михайло Миколайович — маляр-живописець.